# Vincent (노래)
〈Vincent〉는 빈센트 반 고흐를 추모하기 위해 쓴 돈 맥클린의 노래다. 이 곡은 또한 반 고흐의 1889년 작품인 《별이 빛나는 밤》을 가리키는 오프닝 라인인 〈Starry Starry Night〉로도 알려져 있다. 이 노래는 또한 이 화가의 다른 그림들도 묘사하고 있다. 그것은 반 고흐의 인생 100주년을 맞아 만들어졌다.
맥클린은 반 고흐의 삶에 관한 책을 읽은 후 1971년에 가사를 썼다. 이듬해, 이 노래는 2주 동안 영국 싱글 차트 1위에 올랐다. 그리고 미국에서는 12위에 올랐다. 이 노래는 핫 100에서 12주를 보냈다. 미국에서 〈Vincent〉는 또한 이지 리스닝 차트에서 2위를 차지했다. 《빌보드》는 이 곡을 1972년의 94위로 순위를 매겼다.
이 노래는 주로 기타의 사용을 만들지만 아코디언, 마림바, 현도 포함하고 있다.
2000년에 PBS는 텍사스주 오스틴에서 촬영된 콘서트 스페셜인 《Don McLean: Starry, Starry Night》를 방송했다.

## 인증
| 국가                               | 인증     | 판매량/출하량 |
| ---------------------------------- | -------- | ------------- |
| 캐나다 (뮤직 캐나다)               | 플래티넘 | 80,000        |
| 영국 (BPI)                         | 골드     | 400,000       |
| 판매량+스트리밍을 기반으로 한 인증 |          |               |